# قانون مهاجرت چینی‌ها (۱۹۲۳)
قانون مهاجرت چینی‌ها به کانادا (انگلیسی: Chinese Immigration Act, 1923) قانونی بود که توسط مجلس کانادا به تصویب رسید و اکثر اشکال مهاجرت چینی‌ها به کانادا را ممنوع کرد. مهاجرت از بیشتر کشورها به نوعی کنترل یا محدود می‌شد، اما فقط چینی‌ها  کاملاً ممنوع از مهاجرت بودند.